# 가스코뉴

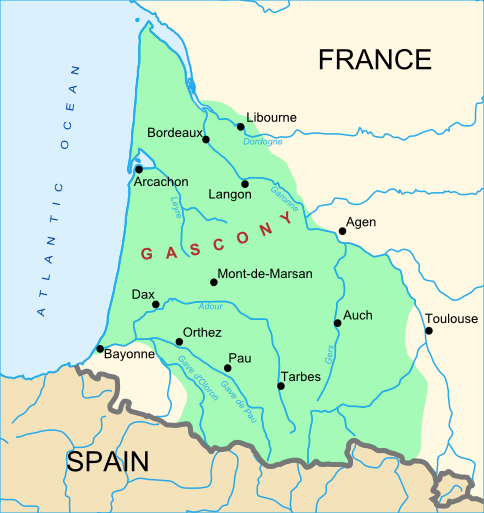
가스코뉴 지방

가스코뉴(프랑스어: Gascogne, 가스코뉴어: Gasconha, 바스크어: Gaskoinia)는 프랑스 남서부의 옛 지명으로, 프랑스 혁명 이전의 프로뱅스 중 하나이다. 현재는 아키텐과 미디피레네의 두 레지옹에 해당한다.
서기 602년부터 1453년까지 있던 가스코뉴 공국을 계승한 지역으로, 17세기부터 프랑스 혁명 때까지는 가스코뉴와 기옌의 통합주로서 관할되었다. 지역의 정의는 모호하여, 특히 기옌 지방과의 구분이 불분명하다. 다만 대부분의 정의는 가스코뉴를 보르도의 동쪽과 남쪽으로 본다.
가스코뉴에는 역사적으로 바스크어와 유사한 언어를 사용했던 것으로 보이는 바스크인의 친연 민족이 거주했다. 가스코뉴라는 지명 역시 '바스코니아'(Vasconia)와 같은 어원에서 나왔다. 중세부터는 옥시타니아어의 지역 방언인 가스코뉴어가 사용되어 오고 있다.